# Festival du cinéma américain de Deauville 2007
Le Festival du cinéma américain de Deauville 2007, la 33e édition du festival, s'est déroulé du 31 août au 9 septembre 2007.

## Jury

### Jury de la sélection officielle
|  | Nom                               | Qualité                           | Nationalité |
|  | --------------------------------- | --------------------------------- | ----------- |
|  | André Téchiné (président du jury) | réalisateur et scénariste         | France      |
|  | Odile Barski                      | écrivaine et scénariste           | France      |
|  | Xavier Beauvois                   | acteur, réalisateur et scénariste | France      |
|  | Nicolas Cazalé                    | acteur                            | France      |
|  | CharlÉlie Couture                 | artiste                           | France      |
|  | Émilie Deleuze                    | réalisatrice                      | France      |
|  | Anouk Grinberg                    | actrice                           | France      |
|  | Marie-France Pisier               | actrice                           | France      |
|  | Yasmina Reza                      | écrivaine                         | France      |

### Jury de la Révélation Cartier
- Gaël Morel (Président du Jury)
- Clotilde Hesme
- Mélanie Thierry
- Florian Zeller
- Olivia Magnani

## Sélection

### En Compétition
- Broken English de Zoe R. Cassavetes
- Factory Girl de George Hickenlooper
- For Your Consideration de Christopher Guest
- Grace Is Gone de James C. Strouse
- Ira & Abby de Robert Cary
- Live ! de Bill Guttentag
- Never Forever de Gina Kim
- Rocket Science de Jeffrey Blitz
- Teeth de Mitchell Lichtenstein
- The Dead Girl de Karen Moncrieff
- Waitress d'Adrienne Shelly

### Premières - hors compétition
- Les Femmes de ses rêves (The Heartbreak Kid) de Peter et Bobby Farrelly

### Les Hommages
- Michael Douglas
- Gus Van Sant
- Ida Lupino
- Sidney Lumet

## Palmarès
| Prix                               | Lauréat                           |
| ---------------------------------- | --------------------------------- |
| Grand prix                         | The Dead Girl de Karen Moncrieff  |
| Prix du jury                       | Never Forever de Gina Kim         |
| Prix de la critique internationale | Grace Is Gone de James C. Strouse |
| Prix de la Révélation Cartier      | Rocket Science de Jeffrey Blitz   |
| Prix Michel-d'Ornano               | La Vie d'artiste de Marc Fitoussi |